# Silvio Caiozzi
Silvio Caiozzi García (Santiago del Cile, 3 luglio 1944) è un regista, sceneggiatore e fotografo cileno di origine italiana.

## Biografia
Il suo film Julio comienza en Julio venne presentato nella Quinzaine des Réalisateurs al Festival di Cannes 1979. La luna en el espejo fu invece presentato in concorso alla 47ª Mostra internazionale d'arte cinematografica di Venezia per cui l'attrice Gloria Munchmeyer vinse la Coppa Volpi per la migliore interpretazione femminile.

## Filmografia

### Regista
- A la sombra del sol (1974)
- Julio comienza en Julio (1979)
- Historia de un roble solo (1982)
- La luna en el espejo (1990)
- Fernando ha vuelto (1998) documentario cortometraggio
- Coronación (2000)
- Chile, un encuentro cercano (2001) documentario cortometraggio
- Cachimba (2004)
- Descorchando Chile (2010) miniserie televisiva